# Yongbin Ruan
Yongbin Ruan (chinês: 阮勇斌, pinyin: Ruǎn Yǒngbīn; 14 de fevereiro de 1963) é um matemático chinês, especialista em geometria algébrica, geometria diferencial e geometria simplética, com aplicações em teoria das cordas.
Ruan estudou a partir de 1978 na Universidade de Sichuan com o certificado Benke de graduação seguido por um mestrado em 1985. Em 1985/1986 lecionou como assistente na Universidade de Wisconsin-Madison. Em 1991 obteve um Ph.D. na Universidade da Califórnia em Berkeley, orientado por Robion Kirby (e Tomasz Mrowka), com a tese Gauge theory and its applications to Riemannian Geometry. No pós-doutorado esteve na Universidade Estadual de Michigan. em 1993 foi professor assistente na Universidade de Utah. Na Universidade de Wisconsin–Madison foi em 1995 professor associado e em 1999 full professor. É desde 2006 professor da Universidade de Michigan.
Foi palestrante convidado do Congresso Internacional de Matemáticos em Berlim (1998: Quantum Cohomology and its Applications). Foi eleito fellow da American Mathematical Society na classe de 2015.

## Publicações selecionadas
- Adem, Alejandro; Leida, Johann; Ruan, Yongbin (2007). Orbifolds and Stringy Topology. Cambridge: Cambridge University Press. ISBN 978-0-511-54308-1. MR 2359514. doi:10.1017/cbo9780511543081
- Chen, Weimin; Ruan, Yongbin (2004). «A new cohomology theory of orbifold». Communications in Mathematical Physics. 248 (1): 1–31. MR 2104605. arXiv:math/0004129. doi:10.1007/s00220-004-1089-4
- com W. Chen: Orbifold Gromov-Witten theory. Orbifolds in mathematics and physics (Madison, WI, 2001), 25–85, Contemp. Math., 310, Amer. Math. Soc., Providence, RI, 2002
- com A. Li: Symplectic surgery and Gromov-Witten invariants of Calabi-Yau 3-folds. Invent. Math. 145 (2001), no. 1, 151–218.
- com Gang Tian: Higher genus symplectic invariants and sigma models coupled with gravity, Inventiones Mathematicae, vol. 130, 1997, pp. 455–516. arXiv preprint
- Topological sigma model and Donaldson type invariants in Gromov theory, Duke Mathematical Journal, vol. 83, 1996, pp. 63–98 doi:10.1215/S0012-7094-96-08316-7
- com Gang Tian: A mathematical theory of quantum cohomology, Journal of Differential Geometry, vol. 42, 1995, pp. 259–367
- Stringy geometry and topology of orbifolds, Contemporary Mathematics, vol. 312, arXiv preprint